# Skaza krwotoczna

Wybroczyny plamicowe

Skaza krwotoczna (łac. diathesis haemorrhagica), plamica, purpura – nadmierna skłonność do krwawień wywołana zaburzeniami w układzie hemostazy (krzepnięcia i fibrynolizy). Objawiać się może krwawieniami w obrębie skóry (siniaki), błon śluzowych, nosa, stawów, mózgu z dróg rodnych, dróg moczowych, przewodu pokarmowego, wydłużonym krwawieniem po urazach tkanek.

## Klasyfikacje i przyczyny
Ze względu na mechanizm powstawania, skazy dzieli się na skazy naczyniowe, osoczowe, płytkowe i mieszane (np. rozsiane krzepnięcie wewnątrznaczyniowe, łączące w sobie wszystkie trzy elementy). Ponadto podzielić je można na skazy wrodzone i nabyte. Najczęstszą skazą krwotoczną wrodzoną jest choroba von Willebranda.

### Skazy naczyniowe
Spowodowane są nieprawidłową budową naczyń, zwiększeniem przepuszczalności ich ścian lub uszkodzeniem.
- wrodzone[6]:
  - wrodzona naczyniakowatość krwotoczna – choroba Rendu, Oslera i Webera
  - plamice we wrodzonych chorobach tkanki łącznej:
    - zespół Ehlersa i Danlosa
    - zespół Marfana
    - wrodzona łamliwość kości
- nabyte[6]:
  - zapalenie naczyń związane z przeciwciałami IgA
  - plamice związane ze zwiększeniem ciśnienia żylnego – nieduże wybroczyny na nogach powstające w wyniku zastoju żylnego lub na twarzy i górnej części tułowia wskutek kaszlu, wymiotów, dźwigania ciężarów, u kobiet po porodzie i innych czynników
  - plamica starcza
  - plamica związana z nadmiarem GKS – w wyniku przewlekłego stosowania glikokortykosteroidów, np. w chorobie lub zespole Cushinga
  - plamica związana z awitaminozą C
  - plamica w dysproteinemiach
    - krioglobulinemia
    - makroglobulinemia Waldenströma

  - plamica w amyloidozie
  - plamica zwykła – łagodna skaza krwotoczna, widoczna szczególnie w czasie miesiączek u młodych kobiet; nasila się pod wpływem żeńskich hormonów płciowych
  - plamice pourazowe
  - plamice od oparzeń słonecznych
  - plamice w przebiegu zakażeń, np.:
    - zespół Waterhouse’a-Friderichsena
    - zapalenie wsierdzia
    - plamica piorunująca

  - plamice związane ze zmianami zakrzepowo-zatorowymi
  - plamice polekowe mogą się czasem pojawić, gdy są stosowane: allopurynol, cytarabina, atropina, barbiturany, chinidyna, fenytoina, izoniazyd, metotreksat, morfina, naproksen, nitrofurantoina, penicyliny, piroksykam, sulfonamidy, związki jodu
  - plamice o podłożu psychicznym – występują przede wszystkim u kobiet cierpiących na zaburzenia psychiczne

### Skazy płytkowe
Wynikają z niedoboru, rzadziej z nadmiaru płytek krwi lub zaburzeń ich czynności:

#### 1.Małopłytkowość
Charakteryzuje się liczbą płytek krwi we krwi obwodowej <150 000/µl. Najczęstszą przyczyną małopłytkowości u dzieci jest pierwotna małopłytkowość immunologiczna (samoistna małopłytkowość, ang. idiopathic thrombocytopenic purpura, ITP).
- „centralna” – spowodowana zmniejszonym wytwarzaniem płytek krwi:
  - wrodzona – rzadka, czasem rodzinna, objawy obecne są już od dzieciństwa, jej przykładami są:
    - niedokrwistość Fanconiego
    - zespół Alporta

  - nabyta – częstsza od wrodzonej, może być skutkiem:
    - działania leków mielosupresyjnych, diuretyków tiazydowych, estrogenów, interferonu
    - przewlekłego alkoholizmu
    - zakażeń wirusowych
    - niedoboru witaminy B12 lub kwasu foliowego
    - białaczek
    - nowotworów limfoproliferacyjnych
    - zespołów mielodysplastycznych
    - przerzutów nowotworowych
    - choroby Gauchera
    - gruźlicy
    - włóknienia szpiku
    - nocnej napadowej hemoglobinurii
    - działania promieniowania jonizującego
    - niedokrwistości aplastycznej
    - wybiórczej aplazji megakariocytowej
    - małopłytkowości cyklicznej (spadek liczby płytek krwi regularnie co 21–39 dni, najczęściej u młodych kobiet)
- „mieszana” – spowodowana nadmiernym usuwaniem płytek krwi z krążenia i zmniejszonym wytwarzaniem płytek
  - pierwotna małopłytkowość immunologiczna (ITP)
- „obwodowa” – spowodowana nadmiernym usuwaniem płytek krwi z krążenia:
  - immunologiczna:
    - małopłytkowość poprzetoczeniowa
    - polekowa (heparyna, abcyksymab, chinidyna, sulfonamidy, NSLPZ, antybiotyki, sole złota)
    - w przebiegu zakażeń
    - na skutek choroby autoimmunologicznej (np. w toczniu rumieniowatym układowym, zespole antyfosfolipidowym)
    - chłoniaki nie-Hodgkina
    - małopłytkowość ciążowa (zwykle >70 000/µl w późnym okresie ciąży, nie wymaga leczenia, ustępuje samoistnie po porodzie)
    - po alogenicznym przeszczepieniu szpiku
    - po leczeniu surowicą antylimfocytową lub antytymocytową

  - nieimmunologiczna:
    - zakrzepowa plamica małopłytkowa (TTP)
    - zespół hemolityczno-mocznicowy (HUS)
    - rozsiane krzepnięcie wewnątrznaczyniowe (DIC)
- związane z uszkodzeniem płytek krwi:
  - hipersplenizm
- z rozcieńczenia – po przetoczeniu w ciągu doby powyżej 15–20 j. koncentratu krwinek czerwonych bez koncentratu krwinek płytkowych.

#### 2.Nadpłytkowość
Rozpoznawana, gdy liczba płytek krwi we krwi obwodowej przekracza 400 000/µl.
- pierwotna
  - w przebiegu nowotworów mieloproliferacyjnych
- wtórne na ogół przebiegają bezobjawowo, nie wywołują skazy krwotocznej

#### 3. Zaburzenia czynności płytek krwi (trombocytopatie)
- wrodzone:
  - zaburzenia receptorów powierzchniowych błony płytkowej
  - defekty aktywności prokoagulacyjnej płytek
  - zaburzenia ziarnistości płytkowych
  - defekty struktury lub cytoszkieletu białek płytkowych
- nabyte:
  - polekowe (kwas acetylosalicylowy, tiklopidyna i klopidogrel, antagonisty GPIIb/IIIa, leki trombolityczne)
  - w przebiegu mocznicy
  - w przebiegu chorób wątroby
  - w przebiegu nowotworów mieloproliferacyjnych
  - w przebiegu ostrych białaczek
  - w przebiegu gammapatii monoklonalnych

### Skazy osoczowe
Obejmują zaburzenia w układzie krzepnięcia krwi i fibrynolizy, wynikają z niedoboru, lub braku osoczowych czynników krzepnięcia. Niedobory te mogą być wrodzone (np. w hemofilii) lub nabyte (np. niedobór protrombiny wynikający z niedoboru witaminy K).

#### Skazy osoczowe wrodzone
Najczęściej są spowodowane niedoborem lub zaburzeniem czynności pojedynczego czynnika krzepnięcia krwi:
- choroba von Willebranda
- hemofilia A (niedobór czynnika VIII)
- hemofilia B (niedobór czynnika IX)
- hemofilia C (niedobór czynnika XI)
- izolowany niedobór czynników V, VII, X, i XIII
- niedobór fibrynogenu
- niedobór protrombiny

Wrodzone niedobory czynnika XII (anomalia Hagemana), prekalikreiny i wielkocząsteczkowego kininogenu powodują przedłużenie APTT, ale są bezobjawowe i nie wymagają leczenia.

#### Skazy osoczowe nabyte
Są wynikiem niedoboru wielu czynników krzepnięcia, zazwyczaj z powodu zmniejszonej syntezy z powodu niedoborów (np. niedoboru witaminy K), chorób wątroby lub zwiększonego ich zużycia (DIC). Do rzadkich przyczyn należy atakowanie jednego z czynników krzepnięcia przez autoprzeciwciała (hemofilia nabyta). Przyczynami są zazwyczaj:
- zaburzenia krzepnięcia w chorobach wątroby
- rozsiane krzepnięcie wewnątrznaczyniowe (DIC)
- nabyta hemofilia A (AHA)

## Klasyfikacja ICD10
| kod ICD10     | nazwa choroby                   |
| ------------- | ------------------------------- |
| ICD-10: D69   | Plamica i inne skazy krwotoczne |
| ICD-10: D69.0 | Plamica alergiczna              |
| ICD-10: D69.1 | Jakościowe defekty płytek       |
| ICD-10: D69.2 | Inne skazy niemałopłytkowe      |
| ICD-10: D69.3 | Samoistna plamica małopłytkowa  |
| ICD-10: D69.4 | Inne pierwotne małopłytkowości  |
| ICD-10: D69.5 | Małopłytkowość wtórna           |
| ICD-10: D69.6 | Nieokreślona małopłytkowość     |
| ICD-10: D69.8 | Inne określone skazy krwotoczne |
| ICD-10: D69.9 | Skazy krwotoczne, nieokreślone  |